# Вероучение
Вероуче́ние — совокупность вероучительных определений (догматических положений веры); главный критерий, по которому проводится дифференциация между вероисповеданиями. Термин как правило употребляется для описания специфики трактовки основных положений в различных направлениях христианства либо для обозначения христианской догматики в це́лом.

## В раннем христианстве
В ранней христианской церкви точного аналога термину «вероучение» не существовало: первоисточником основополагающих положений («истин») веры рассматривалось, как пишет о нём Василий Великий, «переданное тайно Апостольское предание». «Апостольское предание» в связи с этим воспринималось как «предание истины», под которым понималась не только суммы информации, исходящей от апостолов, но и, в более широком смысле, «полнота благодатной жизни во Христе», харизматическое «помазание истины» — ср.: «Впрочем, помазание, которое вы получили от Него, в вас пребывает, и вы не имеете нужды, чтобы кто учил вас; но как самое сие помазание учит вас всему, и оно истинно и неложно, то, чему оно научило вас, в том пребывайте.» (1Ин. 2:27) — которое получено в день Пятидесятницы («см.» (Деян. 2:1—4)), и которое христиане обретают в опыте веры. 
В самих посланиях апостолов о важности преданий как вероучительных источников говорится: «братия, стойте и держите предания, которым вы научены или словом или посланием нашим» (2Фес. 2:15), «Хвалю вас, братия, что вы все мое помните и держите предания так, как я передал вам» (1Кор. 11:2).

## Символы веры
Феномен ересей — «сознательного отказа принимать богооткровенную истину и следование ошибочному учению» — повлёк за собой необходимость в чётких словесных вероучительных формулировках. С появлением категории «Символ веры», позволившей отделять истину от ереси, пишет А. А. Зайцев, «предание истины» получило внешние очертания, становясь «правилом веры» (лат. regula fidei) или «законом веры» (лат. lex credendi).
Формула символа веры — сумма основополагающих догматов вероучения; её знание и произнесение стало обязательным условием церковного общения, служа средством самоидентификации для членов кафолической Церкви. Вместе с уточняющими его определениями последующих Вселенских Соборов Символ веры представляет собой общеобязательное «правило веры».
Вместе с тем, подчёркивает С. Булгаков, догматические положения, сформулированные в символе веры, не исчерпывают «всё вероучение, которое жизненно содержится Церковью». В связи с этим различаются:
- вероучение, которое церковь изначально содержит во всей полноте, и
- вероучение, сформулированное ею в силу исторической необходимости

Последнее, пишет Зайцев, «есть лишь „конспект“ целостной и неделимой христианской истины, хранимой в церковном опыте».
Борясь с теми или иными ересями, церковь не вырабатывала каких-то новых положений вероучения, а лишь свидетельствовала о том, «что было от начала» (1 Ин 1:1). Теологическое толкование этого соотношения терминов таково:
- Христос даровал Церкви всю полноту истины (ср.: Ин 15. 15).
- Содержание христианской веры было дано апостолам без остатка (ср.: Ин 14. 26; Иуд 3) как «совершенное знание»[9].
- В свою очередь, апостолы «как богач в сокровищницу, вполне положили в Церковь все, что относится к истине, и вверили её епископам»[3].

В этом свете в православном богословии предметом истории церковной богословской мысли выступает «развитие истолкования вероучительных истин, неизменных в своём существе» (а не постепенная разработка доктринальной системы); то есть, речь идёт лишь «о терминологическом росте, но не о расширении или углублении самого содержания веры в смысле католической догматического развития теории». Со своей стороны, в католицизме стала традиционной тенденция догматически определять и чётко формулировать каждое положение вероучения.
Как пишет архиепископ Василий (Кривошеин), «Православной Кафолической Церкви… не свойственно издавать догматические постановления без необходимости, когда нет опасности заблуждения, ибо догмат в сознании Церкви есть более предохранение от заблуждения, указание, чего не надо мыслить о Боге, нежели положительное раскрытие учения о Нём».

## Критерии истинности вероучения
Определение формальных критериев истинности вероучения представляет собой сложную задачу. Если истина может быть только пережита, но не доказана, то определить, какое богословское суждение соответствует христианскому вероучению, а какое его искажает, при формальном подходе весьма затруднительно. Даже общеобязательный авторитет догматических решений Вселенских Соборов не может в данном случае служить аргументом, ибо зиждется не на формальных доказательствах, а на вере и свидетельстве самой Церкви. Как хранительница «предания истины» Церковь сама свидетельствует об истинности («вселенскости») или ложности того или иного Собора епископов, объявляя его либо «органом Святого Духа», то есть Вселенским Собором, либо «еретическим сборищем». Для православных христиан авторитет Вселенского Собора формально основан на авторитете самой же Церкви. Доверившись Церкви, её член обязан подчинить свой разум голосу Соборов, засвидетельствованных ею как Вселенские, даже если он не имеет на то собственного опытного свидетельства.
Другим критерием истинности вероучения является «согласие отцов» (лат. consensus patrum). Он применяется в отношении тех аспектов вероучения, которые не получили своих догматических определений на Вселенских Соборах. Классическое определение принципа «согласия отцов» дал прп. Викентий Леринский — «чему верили повсюду, всегда и все».
Однако, будучи понятая формально, считает Булгаков, эта максима оказывается «в полном несоответствии всей церковной действительности».
О формальной небезупречности этого критерия пишет и А. Зайцев. «Согласие отцов» не предполагает, что более поздние отцы лишь формально повторяли ранних, ограничиваясь их простым цитированием. Напр., прп. Симеон Новый Богослов (XI в.) и Николай Кавасила (XIV в.) почти никогда не приводят святоотеческих авторитетов и основываются непосредственно на Священном Писании. Но несмотря на то что их толкование Писания основано на собственном духовном и сакраментальном опыте и имеет «очень личные» черты, пишет Василий (Кривошеин), оно, тем не менее, находится в полном согласии с Преданием Церкви, ибо вдохновлено тем же Св. Духом.
Так, при рассмотрении учения свт. Григория Паламы по формальным (научным) критериям, используемым западними исследователями, оно будет оценено как «новаторство». С точки зрения же православного церковного предания то же учение будет, напротив, считаться традиционным.
Православие не рассматривает критерий «согласия отцов» как выражение консерватизма. В.Н.Лосский пишет, что Святые Отцы не просто хранители древних традиций, но причастники Святого Духа. Значение имеет не буквальное повторение сказанного отцами, а именно богодухновенность того или иного изречения. При этом прп. Варсонофий Великий различает в святоотеческом наследии, с одной стороны, то, что отцы могли по ошибке заимствовать у других, не исследовав их слов и не вопросив Бога о том, «Духом ли Святым внушено было то», и, с другой стороны, собственно богодухновенное учение, о котором сами св. отцы засвидетельствовали как о Божественном внушении.